# ستيوارت هيليز
ستيوارت هيليز (بالإنجليزية: Stewart Hillis)‏ هو طبيب قلب وطبيب بريطاني، ولد في 28 سبتمبر 1943 في كلايدبانك ‏ في المملكة المتحدة، وتوفي في 21 يوليو 2014 في غلاسكو في المملكة المتحدة.